# Юніон (льодовик)
Льодовик Юніон (англ. Union Glacier, укр. Союз) — один з найбільших гірських льодовиків у Західні Антарктиді, в землі Елсворта у горах Елсворта.

## Географія

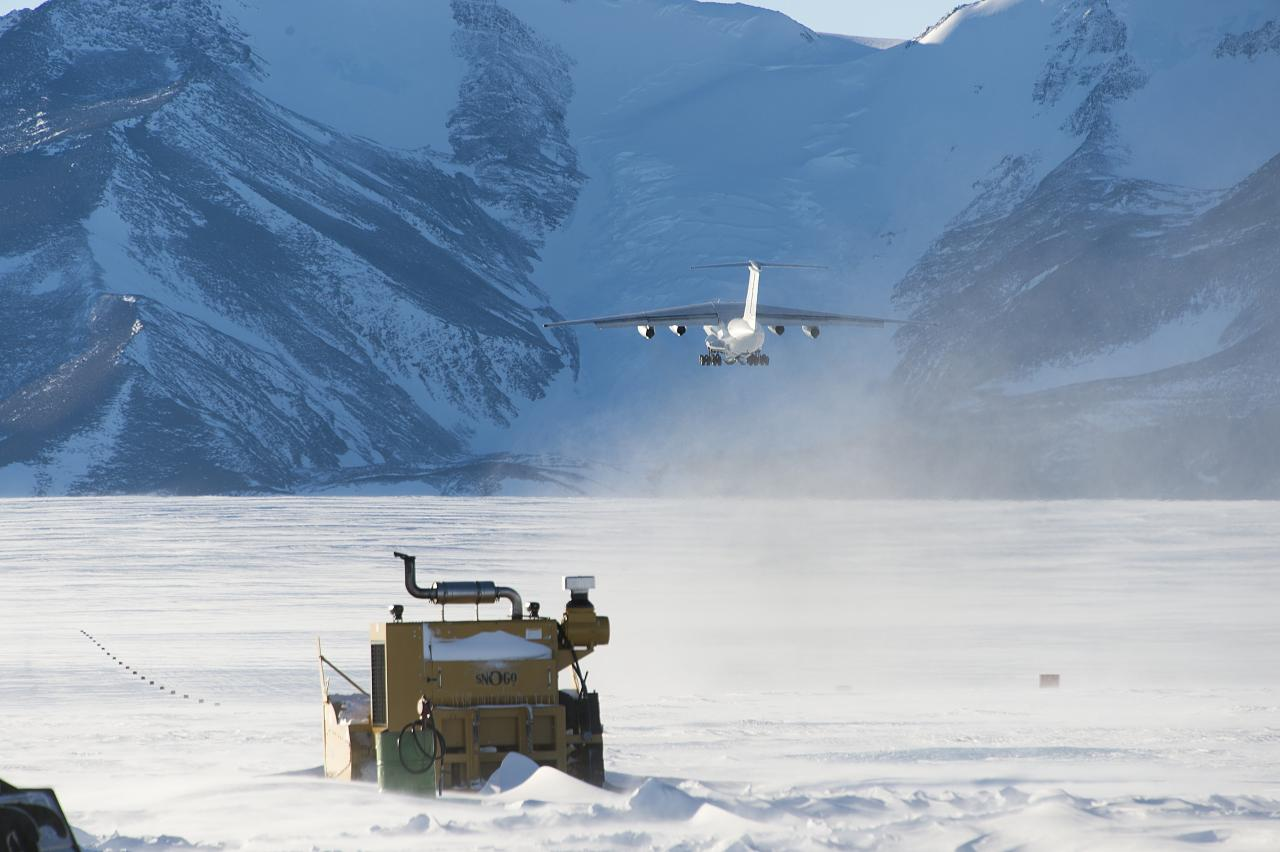
Злітна смуга на льодовику Юніон

Юніон, найбільший льодовик хребта Герітедж і один з найбільших льодовиків гір Елсворта та Землі Елсворта. Розташований у центральній частині хребта Герітедж, має довжину до 86 км, при середній ширині до 9,0 км (при виході з хребта, сягає ширини понад 15 км). Починає свій «витік» з плато на південь від пагорбів Едсон (Елверс-Пік, 1615 м), на висоті близько 1400 м (79°55′ пд. ш. 83°19′ зх. д. / 79.917° пд. ш. 83.317° зх. д.), у західній частині хребта Герітедж, «тече» на північ, а після злиття з льодовиком Шанз повертає на схід-північний схід, «тече» між висотами Ентерпрайз, на півдні та Піонер, на півночі та впадає у льодову бухту Сузір'я, яка розташована в південно-західній частині шельфового льодовика Фільхнера (англ. Filchner-Ronne Ice Shelf).
Льодовик є місцем розташування злітно-посадкової смуги з блакитного льоду та сезонного приватного льодовикового табору «Юніон», який надає експедиційну підтримку та організовує екскурсії в Антарктиді.

## Історія
Льодовик Юніон був нанесений на карти геологічною службою США (USGS) за матеріалами досліджень та аерофотознімання військово-морських сил (USN) США у 1961-1966 роках. Назва була присвоєна Консультативним комітетом з назв в Антарктиці (US-ACAN) у поєднанні з назвою гірського хребта Герітедж (укр. Спадщина).

## Притоки
Льодовик на своєму шляху приймає близько десятка гірських льодовиків, найбільші з яких (від «витоку» до «гирла») :
Праві («течуть» з півдня):
- Коннелл;
- Гендерсон (довжиною 13 км);
- Агрнсбрак.

Ліві («течуть» з півночі):
- Гайд
- Шанз (довжиною до 15 км);
- Дрісколл (довжиною до 24 км);
- Фленаган.